# دیمیتری الکسی‌ویچ داویدوف
دیمیتری الکسی‌ویچ داویدوف (روسی: Дми́трий Алексе́евич Давы́дов؛ زادهٔ ۲۳ ژانویهٔ ۱۹۷۸) بازیکن فوتبال اهل روسیه است.
از باشگاه‌هایی که در آن بازی کرده‌است می‌توان به باشگاه فوتبال ریازان و باشگاه فوتبال زسکا خاباروفسک اشاره کرد.